# یواس‌اس سیگنوس (ای‌اف-۲۳)
یواس‌اس سیگنوس (ای‌اف-۲۳) (به انگلیسی: USS Cygnus (AF-23)) یک کشتی بود که طول آن ۳۳۶ فوت ۳ اینچ (۱۰۲٫۴۹ متر) بود. این کشتی در سال ۱۹۲۵ ساخته شد.